# 1981

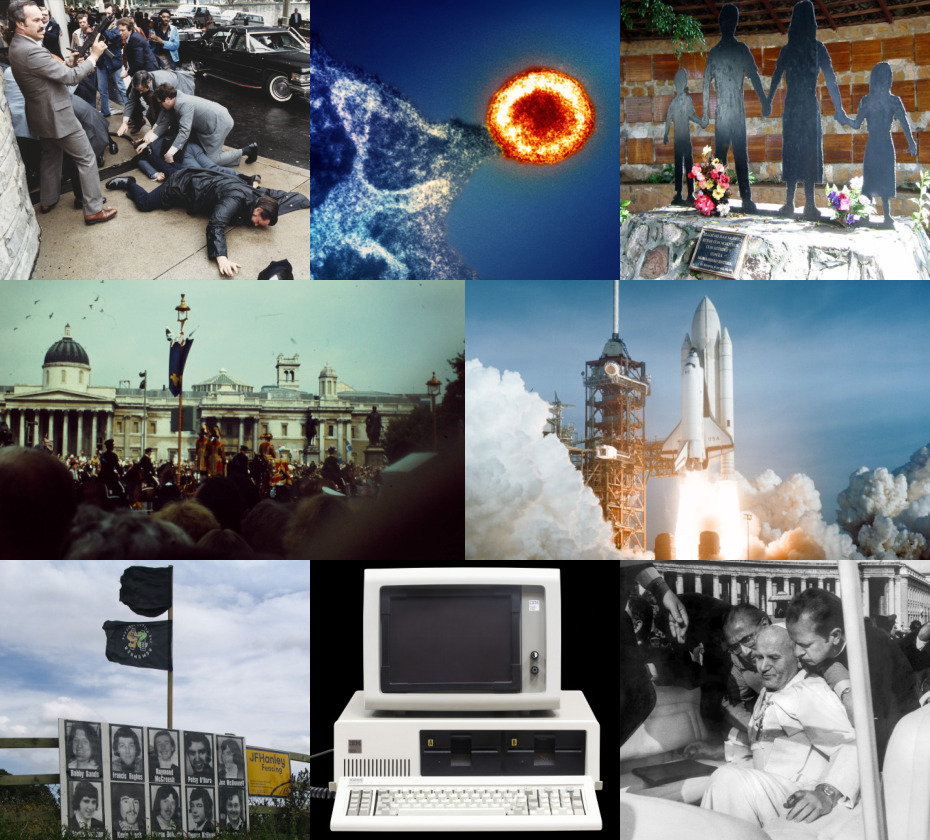
En el sentido de las agujas del reloj desde la parted superior izquierda: John Hinckley Jr. dispara y hiere al presidente de los Estados Unidos, Ronald Reagan; el primer caso de VIH/SIDA comenzó en Estados Unidos; el ejército salvadoreño mata a entre 800 y 1000 civiles en el pueblo de El Mozote; la NASA lanza el transbordador espacial Columbia; Mehmet Ali Ağca dispara y hiere al Papa Juan Pablo II; IBM lanza su primera microcomputadora; siete prisioneros del Ejército Republicano Irlandés Provisional y tres del Ejército Irlandés de Liberación Nacional se mataron de hambre en una huelga de hambre; El príncipe Carlos del Reino Unido se casa con Lady Diana Spencer.

1981 (MCMLXXXI) fue un año común comenzado en jueves en el calendario gregoriano. Declarado «Año Internacional de las Personas con Discapacidad» por la Organización de las Naciones Unidas. En el horóscopo chino corresponde al Año del Gallo.

## Acontecimientos
- Comienza la producción del DMC DeLorean, único modelo producido por DeLorean Motor Company.

### Enero
- 1 de enero: Grecia entra en la Unión Europea.
  - Palaos se independiza de Estados Unidos.
- 3 de enero: en París se crea la Academia Europea de Ciencias, Artes y Letras, entre cuyos miembros fundadores figuran los españoles Pedro Laín Entralgo, Federico Sopeña y Federico Mayor Zaragoza.
- 4 de enero: la policía británica detiene a un tal Peter Sutcliffe por considerarle sospechoso de ser el «destripador de Yorkshire».
- 7 de enero: Libia y Chad se constituyen en una república popular conjunta.
- 8 de enero: en Montevideo (Uruguay) finaliza la Copa de Oro de Campeones Mundiales, más conocida como Mundialito.
- 10 de enero: en El Salvador comienza la guerra civil con la ofensiva lanzada por la guerrilla del FMLN (Frente Farabundo Martí para la Liberación Nacional). En las montañas del norte del departamento de Morazán, cerca de la localidad de Perquín inicia sus transmisiones la radio clandestina Venceremos.
- 11 de enero: en Nueva York, Javier Pérez de Cuéllar es elegido secretario general de la ONU.
- 20 de enero: el actor y republicano Ronald Reagan toma posesión como presidente de Estados Unidos.
  - Irán libera a los 52 diplomáticos estadounidenses secuestrados desde el año anterior en Teherán.
  - en la isla de Nueva Guinea se registra un terremoto de 6,7 que deja 300 muertos.
- 24 de enero: Un terremoto de 6,8 sacude la provincia china de Sichuan dejando 150 fallecidos.
- 29 de enero: en España, Adolfo Suárez dimite como presidente del Gobierno de España.

### Febrero
- En febrero comienza a celebrarse la Expo Agro de Almería, feria agroalimentaria sobre cultivos intensivos bajo plástico de la provincia de Almería, España.
- 1 de febrero: Francia suministra a Irak 60 aviones Mirage.
- 2 de febrero: Perú y Ecuador firman un alto el fuego.
- 2 de febrero: se realiza el disco: Killers, de la banda de Heavy Metal, Iron Maiden.
- 9 de febrero: en Polonia, el general Wojciech Jaruzelski es nombrado primer ministro en reemplazo de Józef Pińkowski. Asumirá al día siguiente.
- 10 de febrero: en Luxemburgo, el presidente de Egipto, Anuar Sadat, pronuncia un discurso ante el Parlamento de la Comunidad Económica Europea (actual Unión Europea)
- 10 de febrero: en España, el rey Juan Carlos I encarga a Leopoldo Calvo-Sotelo la formación de un nuevo gabinete.
- 11 de febrero: En Paraguay, comienzan las transmisiones televisivas de Canal Trece, el primer canal que inicia transmisiones a color.
- 15 de febrero: en Costa Rica, el presidente Rodrigo Carazo ―presionado por el presidente Ronald Reagan y la «contra» nicaragüense― clausura el proyecto montonero argentino Radio Noticias del Continente, que venía transmitiendo desde 1979 y apoyaba al Gobierno sandinista de Nicaragua.
- 17 de febrero: en Hamburgo, el filólogo español Antonio Tovar es galardonado con el premio Goethe.
- 17 de febrero: el papa Juan Pablo II llega a Manila (Filipinas).
- 17 de febrero: la organización Amnistía Internacional afirma que el gobierno de Guatemala es responsable de más de 30 000 muertos en los últimos 10 meses.
- 18 de febrero: Leopoldo Calvo-Sotelo propone la integración de España en la OTAN.
- 19 de febrero: en Bilbao, ETA secuestra a los cónsules honorarios de Austria y El Salvador. En Barcelona secuestra al de Uruguay.
- 20 de febrero: la CEE —a pesar de las presiones del gobierno de Reagan en sentido contrario— decide seguir ayudando al gobierno democrático de El Salvador.
- 21 de febrero: Asalto a la embajada de Ecuador en Cuba.
- 23 de febrero: se produce un golpe de Estado en España; miembros de la Guardia Civil, con el teniente coronel Antonio Tejero Molina al frente, irrumpen en el Congreso de los Diputados durante el pleno de investidura de Leopoldo Calvo-Sotelo, llegando a realizar disparos dentro del hemiciclo sin producir víctimas ni heridos. El intento de golpe de Estado fue seguido de forma desigual por las capitanías generales del ejército español, a pesar de que el capitán General de Valencia, Jaime Milans del Bosch, decretó el toque de queda en la ciudad y sacó los tanques a patrullar las calles, así como la División Acorazada Brunete, acuartelada cerca de Madrid fue parcialmente movilizada.
- 24 de febrero: el rey Juan Carlos I desautoriza el golpe de Estado en una alocución televisiva (a la una y catorce de la madrugada). Tras una larga negociación para la rendición de los rebeldes, los diputados retenidos en el congreso fueron liberados a las nueve de la mañana sin que se registrasen heridos. Este episodio se dio en llamar 23-F. Es detenido también el general Jaime Milans del Bosch y otros colaboradores en el fallido golpe de Estado.
- 24 de febrero: hacia al norte del golfo de Corinto (en Grecia) un violento sismo causa 16 muertos y 400 heridos.
- 24 de febrero: la película Deprisa, deprisa, de Carlos Saura, obtiene el Oso de Oro en el Festival de Cine de Berlín.
- 24 de febrero: Un terremoto de 6,4 sacude el golfo de Corinto en Grecia. Otro terremoto, esta vez de 6,7, vuelve a sacudir la zona el 4 de marzo. Ambos terremotos dejan 22 muertos y 8.000 casas destruidas.
- 26 de febrero: 
  - En España, Leopoldo Calvo-Sotelo es elegido  presidente del Gobierno por el Congreso de los Diputados.
  - En Francia, el TGV rompe el récord de velocidad alcanzando los 380 km/h.
- 27 de febrero: En todas las capitales españolas se realizan manifestaciones multitudinarias en apoyo del sistema democrático y en rechazo del intento de golpe de Estado del 23 de febrero.
- 28 de febrero: En el estadio José Amalfitani, Queen se presentó por primera vez en Argentina.

### Marzo
- 1 de marzo: en Irlanda del Norte Bobby Sands, preso del IRA Provisional empieza una huelga de hambre para pedir que se reinstaure El Estatus de Categoría Especial para los presos del IRA y el INLA y sean reconocidos como prisioneros de guerra.
- 8 de marzo: en Buenos Aires la Justicia decreta la quiebra de 35 empresas del grupo Sasetru y dicta capturas para varios empresarios.
- 11 de marzo: Chile promulga una Nueva Constitución Política de la República, e inmediatamente después del Te Deum que agradece esta Nueva Carta Fundamental, la dictadura se traslada al Palacio de La Moneda, dejando el Edificio Diego Portales como Poder Legislativo hasta 1990.
- 23 de marzo: en Bangladés, un golpe de Estado derriba al gobierno.
- 23 de marzo: en España se constituye un mando único de lucha contra el terrorismo, formado por las fuerzas armadas, la policía nacional y la guardia civil, cuyo objetivo prioritario es la desarticulación de ETA.
- 25 de marzo: en Zaragoza (España) la Policía Nacional libera a Quini, futbolista español del F. C. Barcelona, tras más de tres semanas de cautiverio.
- 29 de marzo: en Argentina asume como «presidente de facto» el general, delincuente común y criminal Roberto Eduardo Viola (quien 10 años después será condenado a 17 años de prisión como autor de 86 secuestros, 11 actos de tortura y 3 robos). Nuevos ministros: Oscar Camilión (Relaciones Exteriores), Lorenzo Sigaut (Economía), Jorge Aguado (Agricultura y Ganadería), Eduardo Oxenford (Industria). El peso se devalúa un 30 %.
- 30 de marzo: en Estados Unidos, el presidente Ronald Reagan se salva de un atentado.

### Abril
- 1 de abril: en Estados Unidos se lanza la primera misión de un transbordador espacial.
- 2 de abril: en Líbano grupos rivales libran violentos combates.
- 2 de abril: en Nicaragua, el gobierno democrático denuncia un plan de invasión estadounidense desde El Salvador.
- 4 de abril: en Dublín, la canción Making your mind up (del grupo Buck's Fizz) gana por el Reino Unido la XXVI Edición de Eurovisión.
- 9 de abril: en Irlanda del Norte, el preso del IRA Provisional y huelguista de hambre Bobby Sands gana las elecciones por la circunscripción de Fermanagh y Tyrone Sur con 30.493 votos frente a los 29.046 de Harry West, candidato del Partido Unionista del Úlster.[2]
- 12 de abril: en Cabo Cañaveral (Florida) despega el transbordador espacial Columbia en el primer vuelo de las lanzaderas estadounidenses al mando del veterano del programa Apolo John W. Young y pilotada por el entonces astronauta novato Robert L. Crippen.
- 23 de abril: en una calle de Warwickshire, (Reino Unido) fallecen en un accidente automovilístico el ex-piloto británico Mike Hailwood y su hija.
- 25 de abril: en Mauritania, Maaouya Ould Sid'Ahmed Taya es elegido primer ministro.
- 26 de abril: en el estado de California se registra un terremoto de 5,9 que deja varios daños.
- 28 de abril: en España se promulga el Estatuto de Autonomía de Galicia.

### Mayo
- 1 de mayo: en España, aparece el primer caso del síndrome del aceite tóxico, una intoxicación masiva sufrida en España con aceite de colza, que afectó a 20 000 personas y causó la muerte a cerca de 1 100.
- 2 de mayo: en Marinaleda (Sevilla) finaliza la huelga de hambre de los jornaleros.
- 4 de mayo: en Montevideo (Uruguay) se inaugura una reunión plenaria de la CEPALC (Comisión Económica para América Latina y el Caribe).
- 5 de mayo: en Irlanda del Norte muere el preso del IRA Provisional y miembro del Parlamento Británico Bobby Sands a la edad de 27 años, después de 66 días de huelga de hambre.
- 6 de mayo: En Lübeck, (Alemania) Marianne Bachmeier entró en la sala donde juzgaban a Klaus Grabowski, el violador y asesino de su hija de 7 años y le disparó en ocho ocasiones con una Beretta M1934, provocándole la muerte de forma inmediata. Fue condenada a 7 años de prisión. Gran parte de la gente estuvo en contra de que encarcelaran a Marianne Bachmeier. Finalmente la condena se redujo a 3 años de cárcel.
- 8 de mayo: En España, Luis Buñuel, Eduardo Chillida, Cristóbal Halffter, Alfredo Kraus y Nicanor Zabaleta reciben la Medalla de Oro al Mérito en las Bellas Artes.
- 10 de mayo: en España se produce el denominado Caso Almería.
- 10 de mayo: en Francia, François Mitterrand gana en las elecciones presidenciales.
- 13 de mayo: en la Ciudad del Vaticano el turco Ali Agcha atenta contra el papa Juan Pablo II en la Plaza de San Pedro.
- 14 de mayo: el cosmonauta Dumitru Prunariu (Unión Soviética), en la nave Soyuz 40 logra unirse a la nave Salyut 6. El viaje duró 7 días, 20 horas y 42 minutos.
- 21 de mayo: En España, la organización terrorista Terra Lliure atenta contra Federico Jiménez Losantos.
- 23 de mayo: en la Plaza de Cataluña (Barcelona) se realiza un atraco a las oficinas del Banco Central. Los atracadores son neutralizados en una espectacular operación de la policía, tras varias horas de tensión en la que tuvieron secuestrados a diversos ciudadanos como rehenes.
- 24 de mayo: en Ecuador muere en un accidente aéreo el presidente del Ecuador Jaime Roldós Aguilera a los 40 años de edad en el Cerro Huayrapungo, cerca de Celica, Loja.
- 25 de mayo: en Riad se crea una alianza entre países de Oriente Próximo: Baréin, Kuwait, Omán, Catar, Arabia Saudita y los Emiratos Árabes Unidos.
- 26 de mayo: en Roma (Italia), el primer ministro Arnaldo Forlani y su gabinete renuncian debido al escándalo acerca de la pertenencia de Forlani a la seudomasónica P2 (Propaganda Due).
- 30 de mayo:
  - en Bangladés, el presidente Ziaur Rahman es asesinado en un golpe secesionista dirigido por el general Manzur.
  - en Buenos Aires (Argentina) son encontrados los cadáveres de Mauricio Shoklender y su esposa. Los hijos varones de la pareja ―Pablo y Sergio― son acusados del crimen.

### Junio
- 3 de junio: en Francia se le concede el Premio Internacional de Literatura Policíaca a Manuel Vázquez Montalbán.
- 5 de junio: en Estados Unidos, la revista Morbidity and Mortality Weekly Report da a conocer la existencia de cinco casos de neumonía por Pneumocystis jirovecii entre homosexuales de California; este anuncio constituye el primer informe sobre el VIH (virus de inmunodeficiencia humana), el causante del sida, en el mundo.
- 6 de junio: en Bijar (India) sucede el «Accidente ferroviario de Bihar≫: siete vagones de un tren de pasajeros sobrecargado descarrilan y caen al río Kosi; mueren alrededor de 800 personas.
- 7 de junio: Israel lleva a cabo un ataque aéreo por sorpresa, denominado Operación Ópera, consistente en la destrucción del reactor nuclear Osirak, situado cerca de Bagdad, Irak.[3]
- 11 de junio: en la provincia de Kermán se registra un terremoto de 6,7 que deja 3.000 muertos.
- 18 de junio: en San Francisco (California), los profesionales médicos reconocen formalmente la epidemia del Sida.
- 21 de junio: 
  - En Irán, la Asamblea Consultiva Islámica destituye por moción de censura al primer presidente de Irán, Abolhasán Banisadr.
  - En el glaciar Ingraham del monte Rainier (Estados Unidos), mueren once personas en un accidente de montaña.[4]

### Julio
- 6 de julio: en Argentina, la dictadura libera a la ex presidenta María Estela Martínez de Perón, quien parte hacia España.[5] Un grupo de dirigentes de partidos políticos forma la Multipartidaria. La alianza de las fuerzas políticas tiene por objeto reclamar la normalización institucional y la convocatoria a elecciones nacionales.
- 20 de julio: Irene Sáez representante de Venezuela gana la corona de Miss Universo 1981.
- 27 de julio: el vuelo 230 de Aeroméxico que volaba de Monterrey a Chihuahua se estrella y se incendia al salir de la pista de aterrizaje del Aeropuerto Internacional General Roberto Fierro Villalobos: fallecen sus 32 ocupantes y sobreviven 34 ocupantes. (Véase Vuelo 230 de Aeroméxico)
- 28 de julio: en la provincia de Kermán se registra un terremoto de 7,1 que deja 1500 muertos, 1000 heridos y 50 000 sin hogar.
- 29 de julio: el príncipe Carlos de Inglaterra se casa con Lady Di.
- 31 de julio: fallece en accidente aéreo el presidente de Panamá Omar Torrijos.

### Agosto
- 1 de agosto: creación del canal MTV (Music Television), que transmite vídeos musicales las 24 horas y abre sus transmisiones con el vídeo de The Buggles, «Video Killed the Radio Star».
- 12 de agosto: Kiribati, Islas Salomón, Papúa Nueva Guinea, Nauru y Tuvalu reconocen a la República Árabe Saharaui Democrática (RASD).
- El sistema operativo MS-DOS es lanzado.
- 15 de agosto: San Lorenzo de Almagro se convirtió en el primer club de los cinco denominados "grandes" en Argentina en descender a la por entonces llamada Segunda División, tras caer 1 a 0 ante Argentinos Juniors.
- 19 de agosto: en Brasil se inaugura el canal SBT (Sistema Brasileiro de Televisão), del presentador y empresario Silvio Santos. Sustituyó al canal Rede Tupi, que había cerrado sus puertas en julio de 1980. El canal brasileño SBT es famoso por mostrar numerosas telenovelas latinas y realizar remakes de estas.
- 27 de agosto: en el área de pruebas atómicas de Nevada (a unos 100 km al noroeste de la ciudad de Las Vegas), a las 6:31 (hora local), Estados Unidos detona a 294 m bajo tierra su bomba atómica Islay, de 4 kt. Es la bomba n.º 961 de las 1129 que Estados Unidos detonó entre 1945 y 1992.
- 30 de agosto: en Ecuador, nace Javier Leonardo Arévalo.
- 31 de agosto: en España, Francisco Fernández Ordóñez dimite como ministro de Justicia.

### Septiembre
- 1 de septiembre: en Uruguay asume el dictador Gregorio Álvarez, que se encargará de la transición a la democracia (recién en 1985).
- 4 de septiembre: en Bolivia, el dictador Celso Torrelio Villa (1939-1999) sustituye al «narcodictador» Luis García Meza (1929-2018), quien se encuentra encarcelado desde 1995.
  - en el área de pruebas atómicas de Nevada (a unos 100 km al noroeste de la ciudad de Las Vegas), a las 7:00 (hora local), Estados Unidos detona a 305 m bajo tierra su bomba atómica Trebiano, de 1 kt. Es la bomba n.º 962.
- 12 de septiembre: en Pakistán, un terremoto de 6,1 deja 220 muertos y 3.000 heridos.
- 14 de septiembre: en la Ciudad del Vaticano Juan Pablo II publica su tercera encíclica, Laborem Exercens.
- 21 de septiembre: Belice se independiza del Imperio británico.
- 24 de septiembre: en el Sitio de pruebas de Nevada, a las 7:00 (hora local) Estados Unidos detona a 213 m bajo tierra su bomba atómica Cernada, de 20 kt. Es la bomba n.º 963 de las 1129 que Estados Unidos hizo explotar entre 1945 y 1992.

### Octubre
- 3 de octubre: en Irlanda del Norte se finaliza la Huelga de hambre de 1981 en Irlanda del Norte en la que han muerto 10 presos del IRA Provisional y el INLA.
- 3 de octubre: Comienza la 3.ª Edición de la Copa Mundial de Fútbol Juvenil de 1981 por primera vez en Australia.
- 3 de octubre: en Oviedo se entregan los Premios Príncipe de Asturias en su primera edición.
- 6 de octubre: en Egipto es asesinado el presidente Anwar el-Sadat.
- 9 de octubre: en Francia queda abolida la pena de muerte.
- 14 de octubre: en Egipto, Hosni Mubarak es elegido presidente. Se mantendrá en el cargo hasta febrero de 2011.
- 17 de octubre: en el circuito callejero de Long Beach, (Estados Unidos) el piloto brasileño Nelson Piquet se proclama campeón de Fórmula 1.
- 18 de octubre: En Sídney (Australia) finaliza el Mundial sub-20 donde la Selección de la Alemania Federal se coronó campeón del mundo de esta categoría por primera vez al vencer en la final a Catar por 4-0.
- 24 de octubre: en el estado mexicano de Michoacán se registra un terremoto de 7,3 que produce un tsunami y deja 3 muertos.
- 27 de octubre: en Nueva York otorgan el premio Moors Cabot al periodista argentino Jacobo Tímerman. En Argentina la dictadura cívico-militar y sus medios de comunicación cómplices realizan enérgicas protestas.[6]
- 28 de octubre: en Los Ángeles (California) se forma la banda de thrash metal Metallica.
- 30 de octubre: en Buenos Aires se realiza la Marcha por la Vida, convocada por la Multipartidaria y los organismos de DD. HH. Primera manifestación multitudinaria de protesta por las violaciones de derechos humanos y en demanda de apertura política.

### Noviembre
- 1 de noviembre: Antigua y Barbuda se independizan del imperio británico.
- 21 de noviembre: en Buenos Aires, el dictador Viola delega la presidencia por cuestiones de salud en el ministro del Interior, el general Tomás Liendo.
- 26 de noviembre: en Nueva Delhi, durante la asamblea de la Federación para los Juegos Asiáticos se decide la creación del Consejo Olímpico de Asia.[7]

### Diciembre
- 3 de diciembre: en un túnel a 494 metros bajo tierra, en el área U2es del Sitio de pruebas atómicas de Nevada (a unos 100 km al noroeste de la ciudad de Las Vegas), a las 7:00:00,1 (hora local) Estados Unidos detona su bomba atómica Akavi, de 20 kt. Es la bomba n.º 966 de las 1129 que Estados Unidos detonó entre 1945 y 1992.
- 5 de diciembre: en Ciudad de México, la canción Latino de Francisco gana por España la X Edición del Festival OTI.
- 11 de diciembre: en El Salvador, las fuerzas armadas nacionales en el departamento de Morazán, caserío el Mozote perpetran la Masacre de El Mozote, ejecución sumaria de 900 campesinos civiles inocentes.
- 11 de diciembre: en Buenos Aires la Junta Militar designaba al teniente general Leopoldo Fortunato Galtieri en la presidencia para completar el periodo de tres años que dejó vacante Roberto Viola.
- 13 de diciembre: en Polonia, el general Jaruzelski da un golpe de Estado.
- 19 de diciembre: en la costa atlántica de Colombia, un Twin Otter de la aerolínea Aces que volaba entre Montería y Coveñas, se estrella en un cerro. El accidente deja un balance de once muertos.
- 24 de diciembre: Inicia la Navidad roja en Nicaragua.

## Arte y literatura
- 6 de enero: Carmen Gómez Ojea obtiene el premio Nadal por su novela Cantiga de agüero.
- 23 de noviembre: Octavio Paz gana el premio Cervantes de Literatura.
- Gabriel García Márquez publica Crónica de una muerte anunciada.
- Mario Vargas Llosa publica La guerra del fin del mundo.
- José Emilio Pacheco publica la novela Las batallas en el desierto.

## Ciencia y tecnología
- Lanzamiento del IBM PC
- Supuesto lanzamiento del juego arcade Polybius
- Lanzamiento del videojuego de arcade Donkey Kong en Japón.
- Las naves Voyager 1 y Voyager 2 se acercan más que nunca en la Historia humana a los planetas Saturno y Júpiter, sacando, también por primera vez, fotos a color verdadero.

## Deporte

### Fútbol
- Copa Mundial de Fútbol Juvenil: Alemania Federal, campeón.
- Copa Intercontinental: Flamengo, campeón.
- UEFA Champions League: Liverpool FC, campeón.
- Recopa UEFA: FC Dinamo Tiflis, campeón.
- Copa de la UEFA: Ipswich Town F.C., campeón.
- Copa Libertadores de América: Flamengo, campeón.
- Copa Interamericana: UNAM, campeón.
- CAF Champions League: JE Tizi-Ouzou, campeón.
- Copa de Campeones de la CONCACAF: SV Transvaal, campeón.
- Liga española: Real Sociedad, campeón.
- Copa del Rey de Fútbol: F. C. Barcelona, campeón por decimonovena vez.
- Liga Británica: Aston Villa F.C., campeón.
- Liga Italiana: Juventus, campeón.
- Liga Francesa: Saint-Etienne, campeón.
- Liga Alemana: FC Bayern de Múnich, campeón.
- Liga colombiana: Atlético Nacional, campeón.
- Liga Peruana de Fútbol: FBC Melgar, campeón.
- Liga Mexicana: Club Universidad Nacional, campeón.
- Liga Argentina: Boca Juniors, campeón. River Plate, campeón (Torneo Nacional). Carlos Barisio de Ferro Carril Oeste, logra el récord de minutos con la valla invicta: 1075 minutos.
- Liga Brasileña: Grêmio, campeón.
- Campeonato Uruguayo de Fútbol: Peñarol, campeón.
- Liga Chilena: Colo-Colo, campeón por decimotercera vez.
- Fútbol Profesional Colombiano: Atlético Nacional, campeón.
- Balón de Oro: El alemán Karl-Heinz Rummenigge (FC Bayern de Múnich), proclamado mejor futbolista de Europa por la revista France Football.

### Baloncesto
- NBA: Boston Celtics, campeón.
- Copa de Europa de Baloncesto: Maccabi Tel Aviv, campeón.
- Liga Española de Baloncesto: F. C. Barcelona, campeón.
- Copa del Rey de Baloncesto: F. C. Barcelona, campeón.

### Balonmano
- Copa de Europa: SC Magdeburg, campeón por segunda vez.
- Recopa de Europa: TuS Nettelstedt-Lübbecke, campeón.
- División de Honor (España): Atlético de Madrid, campeón.

### Tenis
- Abierto de Australia: Hombres: Johan Kriek vence a Steve Denton. Mujeres: Martina Navratilova vence a Chris Evert.
- Roland Garros: Hombres: Björn Borg vence a Ivan Lendl. Mujeres: Hana Mandlíková vence a Sylvia Hanika.
- Wimbledon: Hombres: John McEnroe vence a Björn Borg. Mujeres: Chris Evert vence a Hana Mandlíková.
- US Open: Hombres: John McEnroe vence a Björn Borg. Mujeres: Tracy Austin vence a Martina Navratilova.

- Masters Cup: Ivan Lendl, vencedor.
- Copa Davis: Estados Unidos, campeón.
- Copa Federación: Estados Unidos, campeón.

### Automovilismo
- Fórmula 1: Nelson Piquet se proclama campeón del mundo de Fórmula 1, mientras que el argentino Carlos Reutemann obtiene el subcampeonato a 1 punto de Piquet. El campeonato de constructores es para Williams Racing.
- WRC: Ari Vatanen gana el título a bordo de un Ford Escort RS
- Rally Dakar: René Metge gana la competencia a bordo de un Range Rover
- NASCAR: Darrell Waltrip gana el título a bordo de un Buick Regal
- Champ Car: Rick Mears gana el título a bordo de un Penske Cosworth
- 500 Millas de Indianápolis: Bobby Unser gana la competencia a bordo de un Penske Cosworth
- Turismo Carretera: Antonio Aventín gana el título a bordo de un Dodge GTX
- Turismo Competición 2000: Jorge Omar del Río gana el título a bordo de un VW 1500

### Ciclismo
- Tour de Francia: Bernard Hinault, campeón.
- Vuelta a España: Giovanni Battaglin campeón.
- Giro de Italia: Giovanni Battaglin campeón.
- Campeonato del Mundo de ciclismo: Freddy Maertens, campeón.

### Hockey
- Copa de Europa de Hockey sobre patines: F. C. Barcelona, campeón.

### Fútbol americano
- NFL: Oakland Raiders, campeón.

### Rodeo
- Campeonato Nacional de Rodeo: Ramón Cardemil campeón.

## Cine
- Condorman de Charles Jarrott, película de superhéroes.
- Excalibur de John Boorman lleva al cine las aventuras del rey Arturo.
- El cartero siempre llama dos veces de Bob Rafelson, película dramática y crímenes.
- Viernes 13, parte 2 película de terror dirigida por Steve Miner.
- Función de noche documental español dirigido por Josefina Molina.
- Clash of the Titans de Desmond Davis, película de Fantasía y Aventuras.
- Halloween II de Rick Rosenthal, película de terror.
- Gallipoli de Peter Weir, película australiana bélica.
- En busca del arca perdida de George Lucas y Steven Spielberg, película de acción y aventura.
- Scanners de David Cronenberg, película de ciencia ficción y terror.
- Un hombre lobo americano en Londres de John Landis, película de terror.
- The Evil Dead de Sam Raimi, película de terror.

## Música

### Eventos
- Metallica: formación de la banda de thrash metal, en California (Estados Unidos).
- Pet Shop Boys: formación del dúo de synth pop, en Londres, en una tienda de artículos electrónicos.
- Siniestro Total: formación de la banda en Vigo (España), el mes de diciembre.
- Siege: formación de la banda de hardcore punk, en Massachusetts.
- Slayer: formación de la banda de thrash metal, en California.
- Mötley Crüe: formación de la banda de glam metal, en Los Ángeles, California (Estados Unidos).
- Tears for Fears: formación del dúo británico, fundado por Curt Smith y Roland Orzabal.

### Discografía
- ABBA: The Visitors
- AC/DC: For those about to rock
- Accept: Breaker
- Barón Rojo: Larga vida al Rock and Roll
- Billy Joel: Songs in the attic
- Black Flag: Damaged
- Black Sabbath: Mob Rules
- Blondie: The best of Blondie
- Bob Dylan: Shot of Love
- Boney M: Boonoonoonoos
- Bryan Adams: You Want It, You Got It
- Camilo Sesto: Más y más
- The Carpenters: Maid In America
- Chacalón y La Nueva Crema: Chacalón y la nueva crema
- Cybotron: Alleys of your mind
- Depeche Mode: Speak & Spell
- Discharge: Why?
- Duran Duran: Duran Duran
- Eva Ayllón: Señoras y señores... Eva Ayllón
- Frágil: Avenida Larco
- George Harrison: Somewhere in England
- Iron Maiden: Killers
- Japan: Tin drum
- Jeanette: Corazón de poeta
- Jean-Michel Jarre: Magnetic Fields
- José José: Gracias y Romántico
- Journey: Captured y Escape
- Juan Gabriel: Con tu amor
- Judas Priest: Point of Entry
- Kiss: Music from the elder
- Kraftwerk: Computerwelt
- Labanda: Fiesta campestre (Rockmería)
- Manuelcha Prado: Guitarra Indígena
- Mazapán: Yo me expreso
- Menudo: Quiero ser
- Miami Sound Machine: Otra vez
- Mötley Crüe: Too fast for love
- New Order: Movement
- Public Image Ltd.: The flowers of romance
- Queen: Greatest Hits
- Olivia Newton-John: Physical
- Ramoncín: Arañando la ciudad
- Ramones: Pleasant dreams
- Richard Clayderman: Rondó pour un tout petit enfant
- Rush: Moving pictures
- Rush: Exit... stage left
- Saxon:  Denim and Leather
- Simple Minds: Sisters feeling call
- Simple Minds: Sons and fascination
- Siouxsie And The Banshees: Juju
- Sonic Youth: Sonic Youth
- Tangerine Dream: Exit
- The Adicts: Songs of praise
- The Cure: Faith
- The Exploited: Punk's not dead
- The Police: Ghost in the machine
- The Rolling Stones: Tattoo You
- Toto: Turn Back
- Trébol: El día que me quieras
- Tygers of Pan Tang: Spellbound
- U2: October
- UK Subs: Diminished Responsibility
- Van Halen: Fair Warning
- Vangelis: Chariots of Fire
- Venom: Welcome to Hell
- Virus: Wadu-Wadu
- Yola Polastry: Soy Yola... la que le canta a los niños y El baile de los pajaritos

### Festivales
- El 4 de abril se celebra la XXVI edición del Festival de la Canción de Eurovisión en Dublín,  Irlanda.
  - Ganador/a: El grupo Bucks Fizzcon la canción «Making Your Mind Up» representando a Reino Unido .

## Premios Nobel
- Física: Nicolaas Bloembergen, Arthur Leonard Schawlow y Kai Manne Börje Siegbahn.[8]
- Química: Kenichi Fukui y Roald Hoffmann.[8]
- Medicina: Roger W. Sperry, David H. Hubel y Torsten N. Wiesel.[8]
- Literatura: Elias Canetti.[8]
- Paz: Oficina del Alto Comisionado de las Naciones Unidas para los Refugiados (ACNUR).[8]
- Economía: James Tobin.[8]

## Premios Príncipe de Asturias
- Artes: Jesús López Cobos.[9]
- Ciencias Sociales: Román Perpiñá Grau.[9]
- Comunicación y Humanidades: María Zambrano Alarcón.[9]
- Cooperación Internacional: José López Portillo.[9]
- Investigación Científica y Técnica: Alberto Sols García.[9]
- Letras: José Hierro Real.[9]

## Premio Cervantes
- Octavio Paz